# Bright Lights
Bright Lights är en amerikansk animerad kortfilm från 1928 med Kalle Kanin i huvudrollen.

## Handling
Kalle Kanin blir förälskad i dansösen Zulu på en teateraffisch. Efter att ha flera gånger försökt smita in på teatern, lyckas han gömma sig i en bur med vilda djur. När Kalle tar sig ut ur buren börjar plötsligt en leopard och ett lejon jaga honom, något som leder till att de dyker upp på scenen och publiken flyr.

## Om filmen
Filmen var från början tänkt att ha titeln Back Stage, men ändrades till slut till Bright Lights.
Filmen finns utgiven på DVD.